# جون هاركنز
جون هاركنز (بالإنجليزية: John Harkins)‏ هو لاعب كرة قاعدة أمريكي، ولد في 12 أبريل 1859 في نيو برونزويك في الولايات المتحدة، وتوفي بنفس المكان في 20 نوفمبر 1940.

## وصلات خارجية
- جون هاركنز على موقعبيزبول رفرنس.كوم (الدوري الرئيسي) (الإنجليزية)
- جون هاركنز على موقعبيزبول رفرنس.كوم (الدوري الثانوي) (الإنجليزية)